# Almanacco del giorno dopo
Almanacco del giorno dopo è stato un programma televisivo italiano, trasmesso nel preserale di Rai 1 dal 25 ottobre 1976 al 26 febbraio 1994 (con una breve interruzione dal 19 gennaio al 18 ottobre 1992). 
La conduttrice storica dell'Almanacco è stata l'annunciatrice Paola Perissi, sostituita a più riprese dapprima da Maria Giovanna Elmi e poi da Peppi Franzelin; per un breve periodo la trasmissione è stata condotta anche da Nicoletta Orsomando. Nelle ultime due edizioni alla Perissi è succeduta Ilaria Moscato.
Storicamente la trasmissione andava in onda tutti i giorni dal lunedì al sabato alle ore 19:45 ed era seguita da Che tempo fa; lo scopo di entrambi i programmi era quello di fare da traino al TG1 delle 20:00.

## Storia

### L'Almanacco di Paola Perissi (1976-1992)
Il programma nacque da un'idea di Emmanuele Milano, all'epoca vicedirettore del TG1, ed era curato da Giorgio Ponti e presentato da Paola Perissi (che saltuariamente era sostituita alla conduzione da altre due colleghe annunciatrici: prima Maria Giovanna Elmi ed in seguito Peppi Franzelin, nel 1990 il programma fu inoltre condotto per un breve periodo anche da Nicoletta Orsomando).
La trasmissione iniziò lunedì 25 ottobre 1976 e fu trasmessa inizialmente in bianco e nero per poi passare al colore a partire dalla puntata di lunedì 28 febbraio 1977 (stesso giorno in cui cominciò a trasmettere a colori anche il TG1).. Dopo 15 anni di messa in onda, venne sospeso sabato 18 gennaio 1992 per l'esigenza di Rai 1 di fronteggiare il neonato TG5 dando un traino maggiore al suo telegiornale, giudicando troppo modesti i quasi tre milioni di spettatori medi nel suo ultimo periodo di trasmissione.

### Il ritorno dell'Almanacco (1992-1994)
In seguito a molte richieste dei telespettatori pervenute alla Rai, il programma tornò in onda da lunedì 19 ottobre 1992 come rubrica all'interno del programma a quiz Ci siamo? condotto da Gigi Sabani, e presentata da Ilaria Moscato, che prese il posto della Perissi, e curato sempre da Giorgio Ponti che vi restò fino a sabato 27 febbraio 1993, quando dal successivo lunedì 1º marzo lasciò il posto a Claudio Angelini; sempre nello stesso giorno, la storica rubrica tagliò il traguardo delle 5 000 puntate e tornò a essere un programma totalmente autonomo, slegandosi da Ci siamo?. Il 26 febbraio 1994 il programma chiuse nuovamente (e stavolta definitivamente) i battenti, per via degli ascolti ritenuti non più soddisfacenti.

## Riproposizioni
In seguito alla sua definitiva chiusura, avvenuta nel 1994, la trasmissione è stata più volte riproposta (in diverse vesti) in varie trasmissioni sia televisive che radiofoniche:
- Nella stagione 1996-1997 la rubrica venne riproposta all'interno della trasmissione Geo & Geo di Rai 3 allora condotta da Licia Colò, con il titolo Almanacco.

- Nell'estate 2007 viene riproposta una pillola dell'Almanacco del giorno dopo all'interno del programma preserale di Rai 2 Soirée, condotto da Nicola Savino e Flavia Cercato, mentre la pillola era presentata da Paolo Ruffini e Ruggero Deodato.

- Nella stagione 2015-2016 la trasmissione La prova del cuoco era introdotta dalla rubrica L'Almanacco di Antonella con Antonella Clerici, che riprendeva la parte iniziale del programma ed era accompagnata dalla sigla storica di Almanacco del giorno dopo in una versione riarrangiata.

### Il ritorno della rubrica in televisione (2007-2010)
Nel maggio 2007, Rai 2 ripropone la trasmissione sotto il nome di Almanacco; il programma, andato in onda fino a maggio 2010, andava in onda in orario notturno ed era condotto da Alessandra Canale.
Dal 20 ottobre 2008 alla primavera 2009, anche Rai Italia riporta in televisione la storica rubrica. Il titolo venne cambiato in Almanacco di domani e la conduzione era affidata alla ballerina televisiva Paola Grassia, mentre la sigla si avvaleva ancora delle incisioni in acquaforte del Mitelli, così come nel programma originale.
Nel 2010 è Elena Coniglio a condurre la trasmissione, rinominata Almanacco 2010.

### Drusilla e l'almanacco del giorno dopo (2022-2023)
Dal 6 giugno 2022 è riproposta una nuova versione su Rai 2, nella fascia preserale dalle 19:50 facendo da traino al TG2 delle 20:30, dal titolo Drusilla e l'almanacco del giorno dopo, condotta da Drusilla Foer. Il programma ha una durata di circa 40 minuti, 30 in più rispetto alla versione originale, e riprende, oltre alla sigla, alcune delle rubriche storiche in aggiunta a nuovi spazi. Il programma ritorna in onda dal 12 dicembre 2022 al 13 gennaio 2023, con alcune novità.

### Versioni radiofoniche
Nel 2006 la rubrica tornò brevemente in onda sull'emittente radiofonica R101, condotta dalla presentatrice storica, Paola Perissi. Dal 2007 al 2012 la rubrica viene riproposta all'interno del programma radiofonico Tornando a casa, in onda tutti i giorni da lunedì a venerdì, su Rai Radio 1 e condotto da Enrica Bonaccorti.

### Il giorno e la storia
Un programma molto simile ad Almanacco del giorno dopo è Il giorno e la storia, attualmente in onda tutti i giorni su Rai Storia. A differenza però del predecessore il programma, pur essendo quotidiano, non si occupa del giorno successivo ma di quello odierno, ricordando e approfondendo particolari eventi storici accaduti in quell'esatto giorno. È più una riproposizione allungata della sezione Domani avvenne di Almanacco del giorno dopo. Ogni settimana si alternano i direttori dei principali quotidiani italiani, commentando quotidianamente un particolare fatto storico.

## Edizioni
| Edizione | Canale | Titolo del programma      | Conduzione                                                                                          | Conduzione                                                                                          | Puntate | Periodo         | Periodo          |
| Edizione | Canale | Titolo del programma      | Conduzione                                                                                          | Conduzione                                                                                          | Puntate | Inizio          | Fine             |
| -------- | ------ | ------------------------- | --------------------------------------------------------------------------------------------------- | --------------------------------------------------------------------------------------------------- | ------- | --------------- | ---------------- |
| 1ª       | Rai 1  | Almanacco del giorno dopo | Paola Perissi e i conduttori Roberto Di Palma, Gigi Pirarba, Pino Berengo Gardin e Adriana Retacchi | Paola Perissi e i conduttori Roberto Di Palma, Gigi Pirarba, Pino Berengo Gardin e Adriana Retacchi | 5307    | 25 ottobre 1976 | 1977             |
| 2ª       | Rai 1  | Almanacco del giorno dopo | Paola Perissi e i conduttori Roberto Di Palma, Gigi Pirarba, Pino Berengo Gardin e Adriana Retacchi | Paola Perissi e i conduttori Roberto Di Palma, Gigi Pirarba, Pino Berengo Gardin e Adriana Retacchi | 5307    | 1977            | 1978             |
| 3ª       | Rai 1  | Almanacco del giorno dopo | Paola Perissi e i conduttori Roberto Di Palma, Gigi Pirarba, Pino Berengo Gardin e Adriana Retacchi | Paola Perissi e i conduttori Roberto Di Palma, Gigi Pirarba, Pino Berengo Gardin e Adriana Retacchi | 5307    | 1978            | 1979             |
| 4ª       | Rai 1  | Almanacco del giorno dopo | Paola Perissi e i conduttori Roberto Di Palma, Gigi Pirarba, Pino Berengo Gardin e Adriana Retacchi | Paola Perissi e i conduttori Roberto Di Palma, Gigi Pirarba, Pino Berengo Gardin e Adriana Retacchi | 5307    | 1979            | 1980             |
| 5ª       | Rai 1  | Almanacco del giorno dopo | Paola Perissi e i conduttori Roberto Di Palma, Gigi Pirarba, Pino Berengo Gardin e Adriana Retacchi | Paola Perissi e i conduttori Roberto Di Palma, Gigi Pirarba, Pino Berengo Gardin e Adriana Retacchi | 5307    | 1980            | 1981             |
| 6ª       | Rai 1  | Almanacco del giorno dopo | Paola Perissi e i conduttori Roberto Di Palma, Gigi Pirarba, Pino Berengo Gardin e Adriana Retacchi | Paola Perissi e i conduttori Roberto Di Palma, Gigi Pirarba, Pino Berengo Gardin e Adriana Retacchi | 5307    | 1981            | 1982             |
| 7ª       | Rai 1  | Almanacco del giorno dopo | Paola Perissi e i conduttori Roberto Di Palma, Gigi Pirarba, Pino Berengo Gardin e Adriana Retacchi | Paola Perissi e i conduttori Roberto Di Palma, Gigi Pirarba, Pino Berengo Gardin e Adriana Retacchi | 5307    | 1982            | 1983             |
| 8ª       | Rai 1  | Almanacco del giorno dopo | Paola Perissi e i conduttori Roberto Di Palma, Gigi Pirarba, Pino Berengo Gardin e Adriana Retacchi | Paola Perissi e i conduttori Roberto Di Palma, Gigi Pirarba, Pino Berengo Gardin e Adriana Retacchi | 5307    | 1983            | 1984             |
| 9ª       | Rai 1  | Almanacco del giorno dopo | Paola Perissi e i conduttori Roberto Di Palma, Gigi Pirarba, Pino Berengo Gardin e Adriana Retacchi | Paola Perissi e i conduttori Roberto Di Palma, Gigi Pirarba, Pino Berengo Gardin e Adriana Retacchi | 5307    | 1984            | 1985             |
| 10ª      | Rai 1  | Almanacco del giorno dopo | Paola Perissi e i conduttori Roberto Di Palma, Gigi Pirarba, Pino Berengo Gardin e Adriana Retacchi | Paola Perissi e i conduttori Roberto Di Palma, Gigi Pirarba, Pino Berengo Gardin e Adriana Retacchi | 5307    | 1985            | 1986             |
| 11ª      | Rai 1  | Almanacco del giorno dopo | Paola Perissi e i conduttori Roberto Di Palma, Gigi Pirarba, Pino Berengo Gardin e Adriana Retacchi | Paola Perissi e i conduttori Roberto Di Palma, Gigi Pirarba, Pino Berengo Gardin e Adriana Retacchi | 5307    | 1986            | 1987             |
| 12ª      | Rai 1  | Almanacco del giorno dopo | Paola Perissi e i conduttori Roberto Di Palma, Gigi Pirarba, Pino Berengo Gardin e Adriana Retacchi | Paola Perissi e i conduttori Roberto Di Palma, Gigi Pirarba, Pino Berengo Gardin e Adriana Retacchi | 5307    | 1987            | 1988             |
| 13ª      | Rai 1  | Almanacco del giorno dopo | Paola Perissi e i conduttori Roberto Di Palma, Gigi Pirarba, Pino Berengo Gardin e Adriana Retacchi | Paola Perissi e i conduttori Roberto Di Palma, Gigi Pirarba, Pino Berengo Gardin e Adriana Retacchi | 5307    | 1988            | 1989             |
| 14ª      | Rai 1  | Almanacco del giorno dopo | Paola Perissi e i conduttori Roberto Di Palma, Gigi Pirarba, Pino Berengo Gardin e Adriana Retacchi | Paola Perissi e i conduttori Roberto Di Palma, Gigi Pirarba, Pino Berengo Gardin e Adriana Retacchi | 5307    | 1989            | 1990             |
| 15ª      | Rai 1  | Almanacco del giorno dopo | Paola Perissi e i conduttori Roberto Di Palma, Gigi Pirarba, Pino Berengo Gardin e Adriana Retacchi | Paola Perissi e i conduttori Roberto Di Palma, Gigi Pirarba, Pino Berengo Gardin e Adriana Retacchi | 5307    | 1990            | 1991             |
| 16ª      | Rai 1  | Almanacco del giorno dopo | Paola Perissi e i conduttori Roberto Di Palma, Gigi Pirarba, Pino Berengo Gardin e Adriana Retacchi | Paola Perissi e i conduttori Roberto Di Palma, Gigi Pirarba, Pino Berengo Gardin e Adriana Retacchi | 5307    | 1991            | 19 gennaio 1992  |
| 17ª      | Rai 1  | Almanacco del giorno dopo | Ilaria Moscato                                                                                      | Ilaria Moscato                                                                                      | 5307    | 18 ottobre 1992 | 1º marzo 1993    |
| 18ª      | Rai 1  | Almanacco del giorno dopo | Claudio Angelini                                                                                    | Claudio Angelini                                                                                    | 5307    | 2 marzo 1993    | 26 febbraio 1994 |

## Contenuti
Il programma presentava ogni giorno la stessa scaletta aprendosi con l'indicazione delle effemeridi del sole e della luna, cioè dell'orario in cui sarebbero sorti e tramontati il giorno successivo; in particolar modo Paola Perissi nel leggere le collocazioni sugli orari della Luna diceva: «La luna si leva alle (hh/mm) e cala alle (hh/mm)» (tale formula viene ripresa anche da Drusilla Foer dal 2022).
Seguiva una breve biografia del santo del giorno corredato con le immagini, subito dopo la rubrica "Domani avvenne", con filmati storici, dedicati a un fatto accaduto in passato nel giorno dopo. A seguire andavano in onda rubriche di vario argomento che cambiavano a seconda del giorno. Dal 26 gennaio 1988 fino a metà 1990, dopo la rubrica "Domani avvenne" fu collocato l'inserto scientifico "Pillole di Quark", un commento da parte di Piero Angela a un tema scientifico alla cui spiegazione contribuivano alcuni disegni animati.
Seguiva quindi uno spezzone di cartoni animati italiani o stranieri (dal titolo "C'era una volta..."), come Braccio Di Ferro, Tom & Jerry, Betty Boop, Supertopo, La Linea o i personaggi di Mordillo.
La trasmissione veniva conclusa ogni sera da una citazione d'autore, affidata a noti annunciatori della RAI, cui si accompagnava la sigla di coda. Dal 1984 al 1987 vennero introdotti brevi spot pubblicitari tra una rubrica e l'altra.

### Altre rubriche del programma
- La cucina di Vincenzo Buonassisi
- Le erbe sostituito da Saggezza dagli antichi erbari di Salvatore Pezzella (estate del 1991)
- Fatelo da voi
- Le piante e i fiori
- Un minuto di scienza, con Antonino Zichichi
- Dalla parte degli animali con Danilo Mainardi (rubrica fissa del lunedì, spostata nel 1991 al venerdì)
- Le pietre raccontano di Sabatino Moscati (rubrica fissa del martedì, spostata nel 1991 al sabato)
- Vecchio e antico di Claudio Gasparrini (rubrica fissa del mercoledì, spostata nel 1991 al lunedì)
- Conosciamo l'italiano? di Cesare Marchi (dal 1981 fino a venerdì 8 marzo 1991, per un breve periodo ritornò a ottobre 1991, e fu messo in onda tutti i giovedì), sostituito da Noi e l'italiano di Giulio Nascimbeni (rubrica fissa dal 1991 del sabato che dal 1993 fu spostata al martedì, al posto della rubrica di Moscati, fino al 1994)
- Effetto Terra, condotta dal giornalista e biologo Luigi Bignami (rubrica fissa del venerdì a cominciare da venerdì 15 marzo 1991, occupata in precedenza dalla rubrica di Marchi e spostata nel 1991 al martedì)
- Le buone maniere di ieri e di oggi condotta da Giovanni Nuvoletti (rubrica fissa del giovedì fino all'ottobre del 1991)
- La fiera delle vanità di Diego Dalla Palma (rubrica fissa del sabato, spostata nel 1991 al mercoledì)
- Matita rossa e blu di Luciano Satta (rubrica fissa del sabato, dal 1992 al 1994, omonima del suo libro edito da Bompiani)

## Sigla delle rubriche

Etichetta del disco della sigla

Uno degli aspetti più caratterizzanti del programma è stata la sigla intitolata Chanson balladée, un rondò in stile rinascimentale composto da Antonino Riccardo Luciani, falsamente attribuito a Guillaume de Machaut (non è presente nel suo catalogo delle opere nemmeno come frammento melodico, stessa considerazione va fatta per lo stile compositivo), insieme a Clerici vagantes, intermezzo della rubrica Domani avvenne. Entrambi i brani sono tratti dall'album Dal Medioevo al Rinascimento  del 1975 (RCA Original Cast, SP 10061).

## I dodici mesi
Le immagini a corredo della sigla venivano riprese sulle facce di un prisma a dodici facce sulle quali erano rappresentati i mesi dell'anno, tratte da una stampa realizzata all'acquaforte da Giuseppe Maria Mitelli, incisore bolognese del XVII secolo e custodite presso la Biblioteca Casanatense di Roma. Alla fine della sigla, il prisma rallentava fino a esporre la facciata relativa al mese corrente, l'inquadratura si avvicinava e compariva la scritta in sovraimpressione "ALMANACCO del giorno dopo".

### Immagini dei mesi
Le dodici immagini rappresentavano ciascuna un mese dell'anno associato a un proverbio famoso o varie citazioni:
- Gennaio: un uomo con in mano due secchi che perdono acqua e una scrofa accanto a lui.
- Febbraio: un uomo zoppo mascherato con baffi arricciati (probabilmente in onore del Carnevale) mentre danza e balla con in mano due pesci su un recipiente.
- Marzo: un uomo magro vestito di stracci (Quaresima) che ha in una mano un cesto di verdure, nell'altra rami di una pianta, accanto a una sorta di bandiera sulla quale si legge "W BOLOGNA" e sono disegnate le due torri della città emiliana.
- Aprile: un uomo che ha un pungolo in mano, un cappello con le piume in testa, in atto di abbracciare una mucca dinanzi a sé.
- Maggio: una giovane donna disegnata in 3/4 che ha in mano il tamburo e vari strumenti musicali.
- Giugno: un pescatore con una retina e un astice.
- Luglio: un contadino mentre porta un fascio di grano.
- Agosto: un uomo mentre beve da una pinta.
- Settembre: un uomo mentre succhia un grappolo d'uva (vendemmia).
- Ottobre: un uomo mentre sta per schiacciare uno scorpione che l'ha punto.
- Novembre: un taglialegna al lavoro.
- Dicembre: una figura maschile alata (il Tempo) con in mano una clessidra mentre sta per portare via un anziano (il vecchio anno).

### Proverbi e citazioni associati ai mesi
- Gennaio: "Non è già folle il cavalier che miri, de l'immondo destrier premere il dorso, nell'arringo mortal che move il corso, se doma il senso a bella meta aspiri".
- Febbraio: "Danza lieto il febraro ancorché zoppo, e mostra i pesci ai giovani zerbini dicendo: Non pescate ne festini chi tal'or si va mal per danzar troppo".
- Marzo: "Quando l'erede vien di Carnovale, di cercare il suo male ogn'un s'ingegna, quindi pochi ha costùi sotto l'insegna, che se par magno bene, è magno male".
- Aprile: "Da lusinghe mentite il ciel mi guardi, se ti palpa, o giuvenco, il tuo bifolco, t'appresta il giogo e ti destina al solco, e irato al fin ti pungerà se tardi".
- Maggio: "Cinto il maggio di fiori e di verdura, tra 'l suonar 'el cantar gode e s'ingrassa, ma il verde ch'è un piacer che presto passa, vuol dir la speme è un ben che poco dura".
- Giugno: "L'ingannator di vana speme acceso, vuol co le reti sue prendere il mondo, ma perché per lo più non pesca al fondo, si trova al fin che solo un granchio ha preso".
- Luglio: "Geme onesto il villan sotto la spica, ma ride nel suo cor, quant'è più grave, tanto è ver ch' ogni peso è a'l vom soave, se corrisponde il premio a la fatica".
- Agosto: "Nel vino e nel melone un ventre ingordo, gode di maritar pomona e bacco, ma ne nasce sovente un altro cacco, di quello di vulcan, figlio più lordo".
- Settembre: "Gusta l'uve le loda, e insiem le pesta, costui tant'ha discorde il labro e'l piede, in corte ancor simil pietà si vede, ove ti loda, tal ch ti calpesta".
- Ottobre: "Deh non t'in superbir de la tua sorte, tu che di beni umani, il cesto hai pieno, ch'ogni frutto del suolo ha 'l suo veleno, ch'ogni dolce terren, soggiace a morte".
- Novembre: "Perché frutto da lui più non aspetta, recide il buon villano il tronco antico, servo fedel che fosti un tempo amico, così poi vecchio il tuo signor t'accetta".
- Dicembre: "Con l'arena cadente il vecchio edace, al'anno già canuto il fin prescrive, saggio chi apprender sa che mentre vive, agli insulti del tempo anch'ei soggiace".

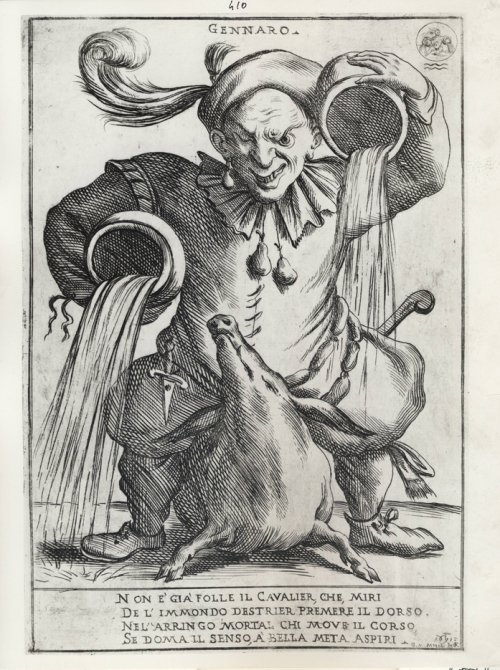
Gennaro
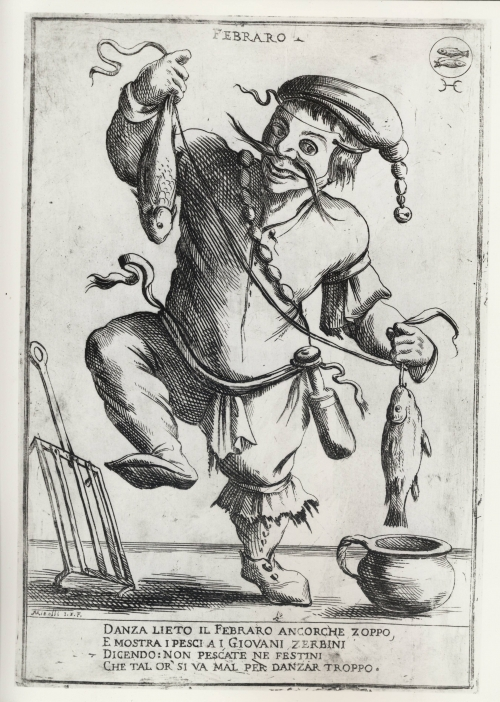
Febraro
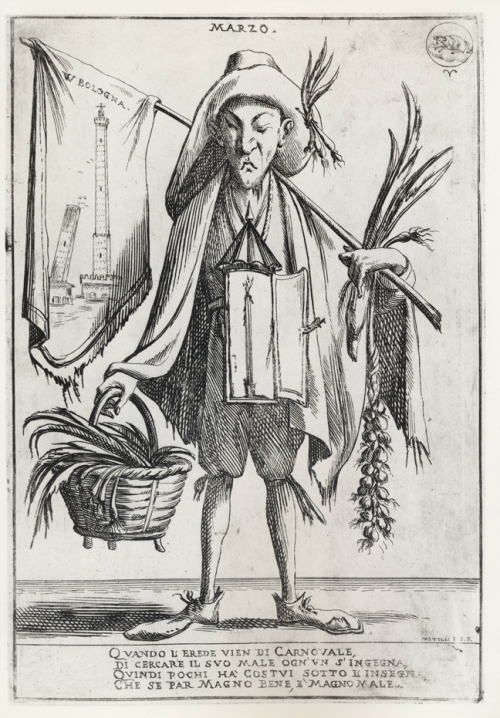
Marzo
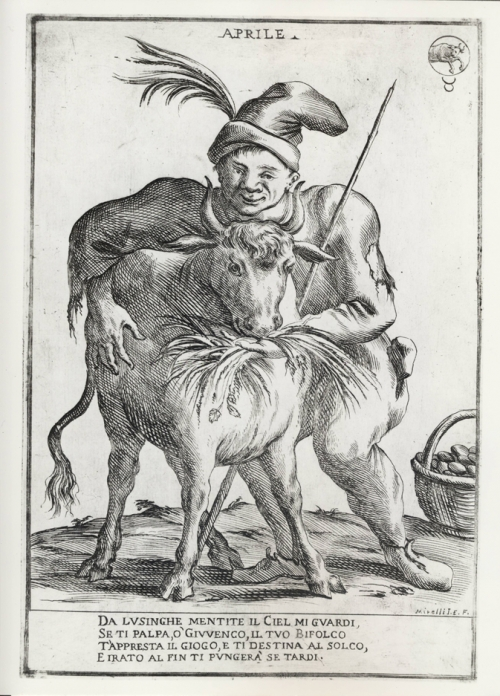
Aprile
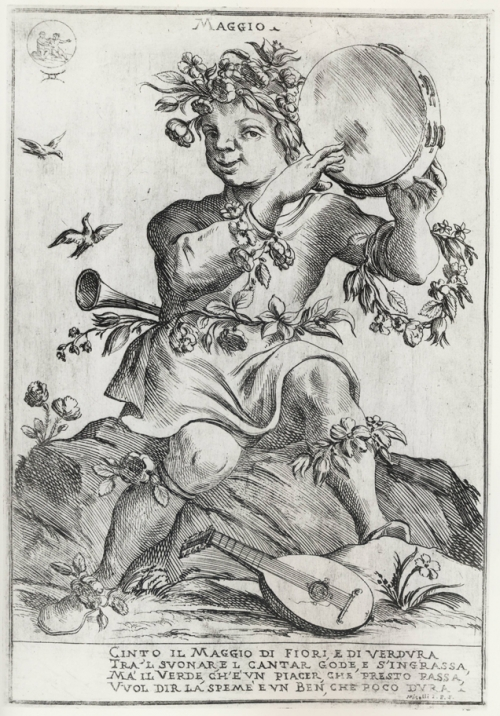
Maggio
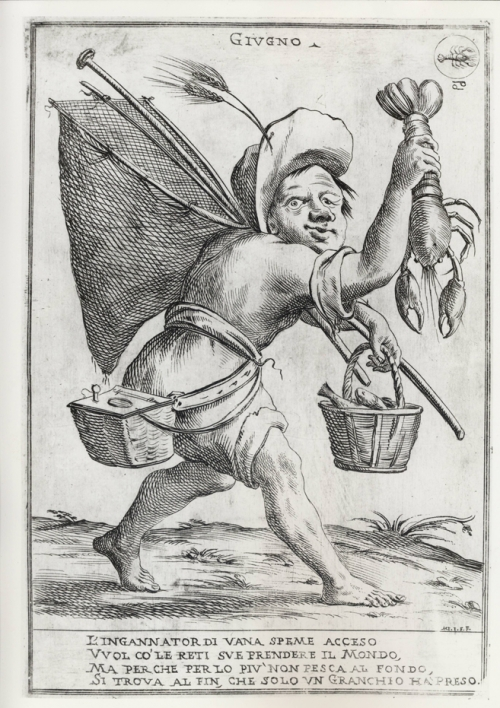
Giugno
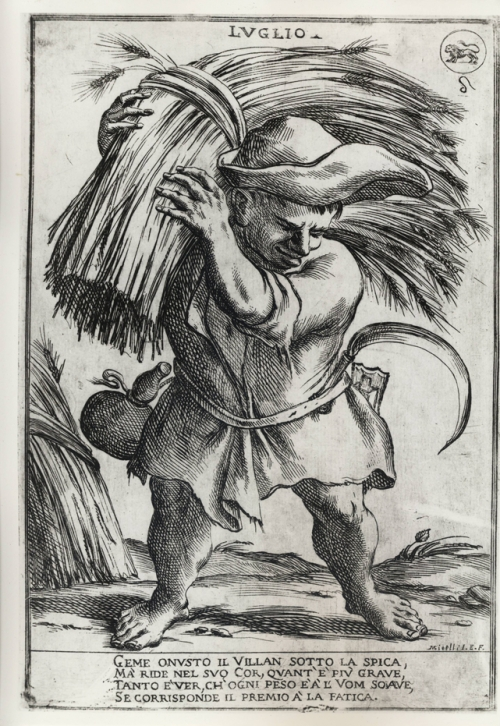
Luglio
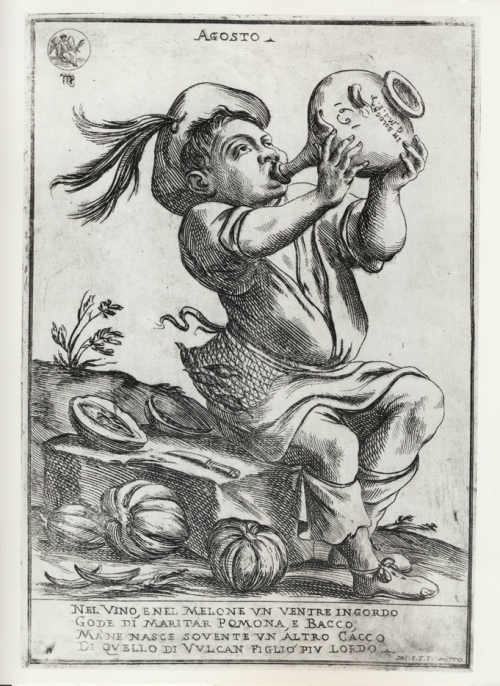
Agosto
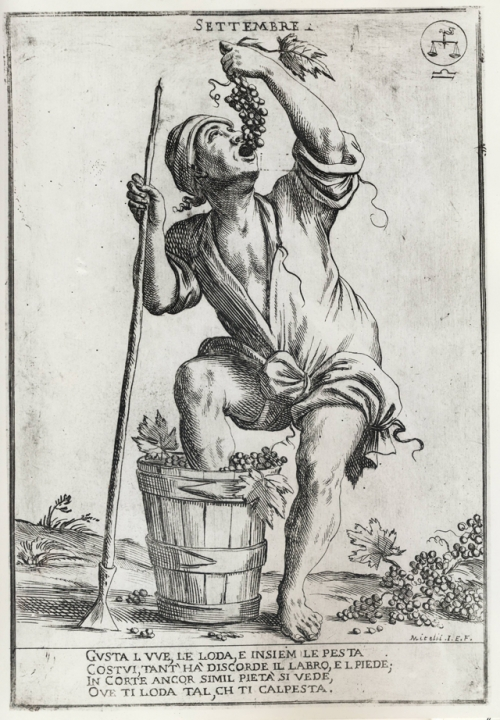
Settembre
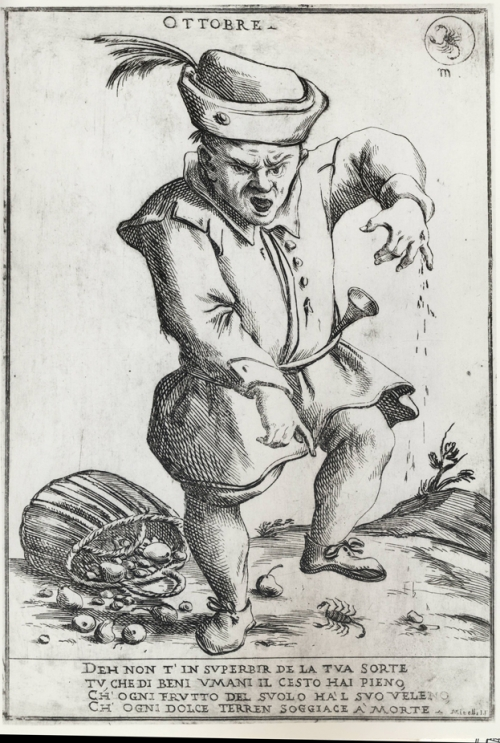
Ottobre
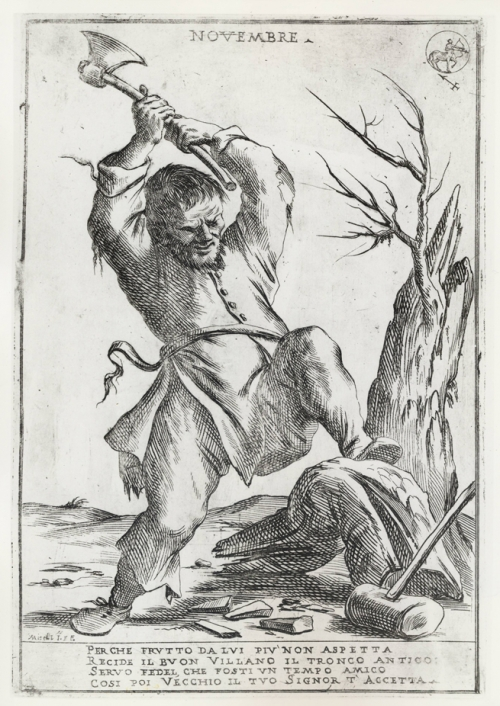
Novembre
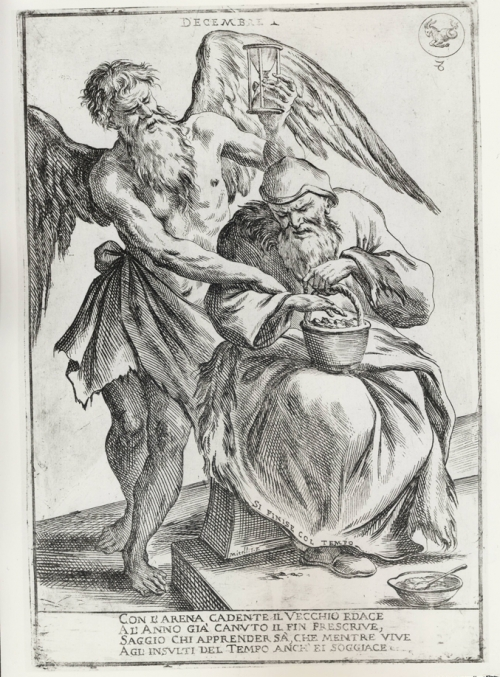
Decembre

### Presentazione delle rubriche dei mesi

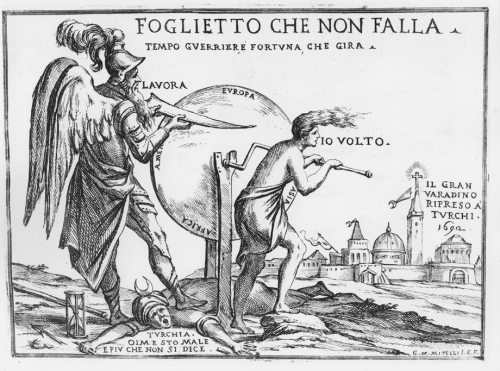
Foglietto che non falla

- Dalla parte degli animali: una capra messa di profilo mentre, ritta sulle zampe posteriori, spinge senza sforzo un aratro in un campo da coltivare; in alto si legge una didascalia con scritto in maiuscolo: «CAPR'ARA SEMPRE BENE OGNI CAMPAGNA». L'incisione celebra, nella forma del rebus, familiare al Mitelli, le imprese del conte bolognese Alberto Caprara che aveva condotto fortunate campagne belliche contro l'esercito ottomano e nel 1685 aveva guidato un'ambasciata a Costantinopoli. Tuttavia la data di esecuzione dell'incisione potrebbe essere anticipata anche al 1683, avendo il conte Caprara partecipato alla liberazione di Vienna;[8]
- Le pietre raccontano: un uomo visto di spalle con un martello in mano, davanti a una scultura: in alto è scritto un famoso detto: È BVON DA DISFARLA, MA NON DA FARLA.
- Vecchio e antico: un cacciatore con lo sguardo abbassato messo di profilo disegnato di 3/4 con tante attrezzature, le gabbie e i ramoscelli appese alla schiena, il fucile in mano, il violino, la chitarra e la scheda musicale appese a fianco, davanti aveva in mano un foglio con una figura umana messa di profilo, in basso a destra si notano varie attrezzature (da citare: La racchetta da tennis con le palline, i libri, il foglio da disegno, una maschera, delle spade, dei pennini, dei fogli arrotolati, ecc.). In alto si legge una didascalia con scritto in maiuscolo: «IL COSTVME PER NATVRA SINO ALLA FOSSA DVRA», alla parte sinistra si nota una botola con scritto: DEPOSITO; a malapena è visibile invece un'altra scritta, posta in basso: «MI TE FE 1707 FIN CHE POSSO».
- Le buone maniere, ieri e oggi: Lo scrivano dottore con braccia alzate e dinanzi a sè un libro enciclopedico medico, con alle spalle 2 librerie, uno nel lato sinistro e l'altro nel lato destro con tutti i cognomi di vari filosofi (da citare; Galileo, Tolomeo e Petrarca) nel lato sinistro. Frasi celebri; "DOTTORE VERSATO IN TUTTE LE SCIENZE" e poi in basso una frase citazione celebre, accanto nel lato destro la parola "MORTE", de poi sotto la frase citazione celebre.
- Effetto terra: un grande globo frantumato con tanti disegni, a sinistra e a destra si notano due spadaccini, su cui su quello sinistro fu scritto in maiuscolo SI, mentre su quello destro è scritto NO, e sotto su scritto una frase famosa su un rebus con raffigurato un sole, due pere, il Mondo, le armi e un focolaio, la cui frase famosa è: «Sol è per questo il mondo in armi e in foco».
- La fiera delle vanità: una giovane donna disegnata di 3/4 vista di profilo, mentre mostra il suo sguardo e il suo trucco, davanti a uno specchio, alla parte sinistra si vede un pavone. Il disegno del Mitelli è: DONNA SUPERBA.
- Conosciamo l'Italiano?: un anziano maestro impartisce lezioni a scolari adulti, costretti a imparare, in alcuni casi, per mezzo di frustate. In alto si legge una didascalia con scritto in maiuscolo: «IL MASTRO DI SCVOLA CHE A TVTTI INSEGNA». La raffinata incisione, datata 1692, illustra con allegorie la situazione politica internazionale del momento: il maestro in cattedra rappresenta la Francia vittoriosa, circondata da uomini che simboleggiano le varie potenze, riconoscibili dagli abiti e dai volumi che le figure si sforzano di leggere e assimilare.[9] Un uomo si alza dal banco e, tenendo un testo di Pietro Bembo sottobraccio, si allontana, lasciando scritto sul suo quaderno: «SIGNOR MASTRO MI VO». Più in basso si legge in una didascalia il palesarsi di questo scatto di ribellione all'egemonia francese: «NON O PIV BISOGNO DI SCVOLA, VOGLIO INSEGNAR AD ALTRI»;[10]
- Saggezza dagli antichi erbari: un disegno di una tavola illustrata che elenca i vari tipi di erbe.

## Parodie
La trasmissione, data la popolarità acquisita in tanti anni di messa in onda, è stata oggetto negli anni di numerose parodie.
Negli anni ottanta, durante il varietà Tastomatto, Il Trio ne realizzò una parodia condotta da Anna Marchesini; dietro di lei vi furono prima un fermo immagine del bumper pubblicitario che riguardava la noce, e poi l'immagine a tutto schermo che riguardava il mese di gennaio, con la sovrascritta ALMANACCO del giorno dopo, dove Marchesini fingeva di bagnarsi la mano con uno dei secchi di acqua disegnati dal Mitelli; seguivano le parodie delle rubriche come "Strumenti musicali dell'EPOCA BAROCCA", con l'immagine di Mitelli presente in chiusura dell' Almanacco con la scritta in maiuscolo: "E'FINITA LA COMEDIA", con Massimo Lopez che imitava uno strumento musicale; la voce fuoricampo dello sketch era di Tullio Solenghi; o anche CHE TEMPO FA?, con Lopez nei panni del generale Bernacca.
Nel novembre del 2010 il programma è stato oggetto di una parodia in chiave satirica da parte della trasmissione L'almanacco del Gene Gnocco, condotta da Gene Gnocchi e trasmessa a cadenza settimanale su Rai 3 in prima serata. Nella sigla di testa era possibile vedere una sorta di parodia della "Scuola di Atene" di Raffaello Sanzio e i mesi dell'anno sulla falsariga di quelli del Mitelli, ma con le teste di personaggi di spicco della politica italiana e internazionale al posto di quelli originali. Era possibile riconoscere infatti Silvio Berlusconi, Barack Obama e Renato Brunetta tra gli altri.
Nella stagione 2019-2020 la comica Lucia Ocone nei panni di Paola Perissi (genericamente indicata come Annunciatrice anni '80) ha proposto una parodia dell'Almanacco del giorno dopo nel programma satirico di Rai 3 Stati generali, condotto da Serena Dandini.